# АТК (футбольний клуб)
ФК «АТК» (англ. ATK Football Club) — індійський футбольний клуб з Колкати, Західний Бенгал, заснований у 2014 році. Виступає в Суперлізі. Домашні матчі приймає на стадіоні «Солт Лейк Стедіум», місткістю 85 000 глядачів.

## Досягнення
- Індійська суперліга
  - Чемпіон: 2014, 2016.